# رانویر شوری
رانویر شوری (به انگلیسی: Ranvir Shorey) بازیگر هندی است.

## فیلم‌شناسی
فهرست برخی از فیلم‌هایی که رانویر شوری در آنها به ایفای نقش پرداخته‌است:
- یک داستان عاشقانه کوچک (۲۰۰۲)
- جسم (۲۰۰۳)
- هدف (۲۰۰۴)
- فیلم (۲۰۰۵)
- چی می‌شد اگه (۲۰۰۶)
- اثرات جانبی عشق (۲۰۰۶)
- خانه کوسلا (۲۰۰۶)
- سفر ماه عسل با پی‌وی‌تی.ال‌تی‌دی (۲۰۰۷)
- سیگار کشیدن ممنوع (۲۰۰۷)
- بیا برقصیم (فیلم ۲۰۰۷) (۲۰۰۷)
- سینگ شاه است (۲۰۰۸)
- ۸ (فیلم ۲۰۰۸) (۲۰۰۸)
- فقط (۲۰۰۸)
- داسویدانیا (۲۰۰۸)
- مد (پوشاک) (۲۰۰۸)
- از چاندی چوک به چین (۲۰۰۹)
- مزاحم نشو (۲۰۰۹)
- زمانی تایگر وجود داشت (۲۰۱۲)
- هروئین (۲۰۱۲)
- بچه‌های نیمه‌شب (فیلم) (۲۰۱۲)
- فیلم ناطق بمبئی (۲۰۱۳)
- به بازی ادامه بده (۲۰۱۳)
- پایان خوش (۲۰۱۴)
- پروانه (۲۰۱۵)
- مدرسه انگلیسی (۲۰۲۰)
- بازی‌های مقدس (۲۰۱۹)
- پرنده طلایی (۲۰۱۹)
- غارت چمدان (۲۰۲۰)